# Der Störenfried (1940)
Der Störenfried ist ein deutscher animierter Propaganda-Kurzfilm aus dem Jahr 1940, der im Kino vor der Wochenschau gezeigt wurde.

## Handlung
Die Tiere des Waldes erwachen. Eine Elster sieht, dass ein Fuchs im Wald umherschleicht, und alarmiert den Polizeivogel und den Hasenvater. Für drei Hasengeschwister kommt die Warnung zu spät: Der Fuchs greift sich das Hasenmädchen und verschleppt es zu seinem Bau. Die beiden Hasenbrüder berichten einem Igel weinend, was geschehen ist. Der trägt bereits seine Stacheluniform und holt seine Männer zusammen, um mit ihnen gegen den Fuchs zu Felde zu ziehen. Zudem bittet er das Wespengeschwader vom Wespenhorst Bullenwiese, die Igel beim Kampf gegen den Fuchs zu unterstützen, und die Wespen steigen auf.
Der Fuchs beginnt unterdessen, einen Kessel für das Hasenmädchen zu erhitzen, und zerkleinert Feuerholz. Mithilfe der anderen Tiere des Waldes, darunter dem Hasenvater, werden die Igel nach und nach zum Fuchsbau katapultiert und nageln den Fuchs schon bald mit ihrer Stacheluniform an einem Baum fest. Dennoch kann sich der Fuchs befreien und eilt im Wald umher. Nun gehen die Wespen auf ihn nieder und zerstechen ihn. Auch das hält den Fuchs nicht auf, zurück zu seinem Bau zu gehen. Ein Hasenkind bewirft den Fuchs mit Eiern. Als das eierlegende Huhn seine Eier in der Eile direkt auf dem Katapult ausbrüten will, will der Fuchs es angreifen und wird vom auf den Katapult niederfallenden Stein erschlagen. Daraufhin tanzen die Tiere des Waldes ausgelassen.

## Hintergrundinformationen
Hans Held zeichnete ursprünglich Werbecartoons und Werbezeichnungen. Während des Krieges leitete er die Zeichentrickabteilung der Bavaria, die außer dem Störenfried nur unpolitische Unterhaltungsfilme herstellte, darunter Die Abenteuer des Freiherrn von Münchhausen – Eine Winterreise.
Der Film hat deutliche militaristische Tendenzen: Die Igel tragen Stacheluniformen und Wehrmachtshelme, während die Wespen beim Flug Geräusche von Sturzkampfbombern erzeugen und den Fuchs in Kampffliegerformation angreifen. Da der Fuchs als Störenfried eine braune Farbe trug, erregte er bei einer Vorführung ministeriellen Unwillen. Man befürchtete negative Konnotationen mit der NS-Ideologie, was durch Hermann Göring als Quatsch abgetan wurde.
Ausschnitte des Films wurden in dem Dokumentarfilm Hitlers Traum von Micky Maus (Ulrich Stoll, 1999) auf Arte ausgestrahlt. Im Jahr 2011 wurde der Film zudem durch Absolut Medien im Rahmen der DVD-Reihe Geschichte des deutschen Animationsfilms veröffentlicht.
1958 griff Hans Held für den Propaganda-Trickfilm Einigkeit macht stark, der im Auftrag der Bundeswehr produziert wurde, auf Ideen aus dem Störenfried zurück. In diesem Film wird der Feind (diesmal ein Bär mit russischem Akzent, der die Tiere des Tals versklavt) von Bienen angegriffen, wobei nahezu die gleichen Animationsphasen wie im Störenfried verwendet wurden.